# خبر (شهربابک)
خبر، روستایی از توابع بخش دهج، شهرستان شهربابک در استان کرمان ایران است.

## جمعیت
این آبادی در دهستان خبر قرار دارد و براساس سرشماری مرکز آمار ایران در سال ۱۳۹۵، جمعیت آن ۷۹۱ نفر (۲۷۵ خانوار) بوده‌است.